# Martinius Stenshorne
Martinius Kleve Stenshorne (Hokksund, 2 de fevereiro de 2006) é um piloto norueguês que atualmente está competindo no Campeonato de Fórmula 3 da FIA pela equipe Hitech TGR. Foi vice-campeão da Fórmula Regional Europeia em 2023, pilotando pela R-ace GP. Ele faz parte da All Road Management, dirigida por Nicolas Todt.

## Biografia
Martinius Kleve Stenshorne é natural de Hokksund, cidade do condado de Buskerud, na Noruega, sendo filho de Martin Stenshorne, piloto que competiu na Barber Pro Series nos anos 1990, e no Mundial de Ralí. Seu avô, Arne, também fez carreira no automobilismo, o que influenciou Martinius a seguir esse caminho.

## Carreira

### Kart
Stenshorne fez sua estreia no kart em 2014 e venceu a Copa dos Campeões nacionais na categoria Cadetti dois anos depois. Ele teve sua primeira experiência internacional no kart na classe Mini em 2017, terminando duas vezes em segundo lugar nas finais do Campeonato Italiano em Adria e conquistou a segunda posição na etapa WSK Super Master Series em La Conca. Martinius dominou notavelmente a temporada de 2018 ao vencer alguns dos campeonatos mais importantes, como a WSK Super Master Series, a WSK Open Cup e o Campeonato Italiano.
Depois de passar para a classe OK-Junior, em 2019 ficou em quarto lugar na última ronda do Campeonato da Europa em Le Mans, foi vice-campeão do Trofeo Industrie e alcançou o terceiro lugar na WSK Final Cup. Em 2020, Martinius venceu a Winter Cup em Lonato e a segunda rodada da WSK Open Cup depois de apresentar boas atuações em diversas corridas internacionais. Ele subiu para a categoria OK no início de 2021, na qual esteve constantemente competindo pelos dez primeiros lugares, como a nona posição conquistada na rodada de abertura da WSK e os seis primeiros alcançados na segunda corrida do Campeonato Europeu de Karting da FIA.

### Fórmula Regional

#### FRECA

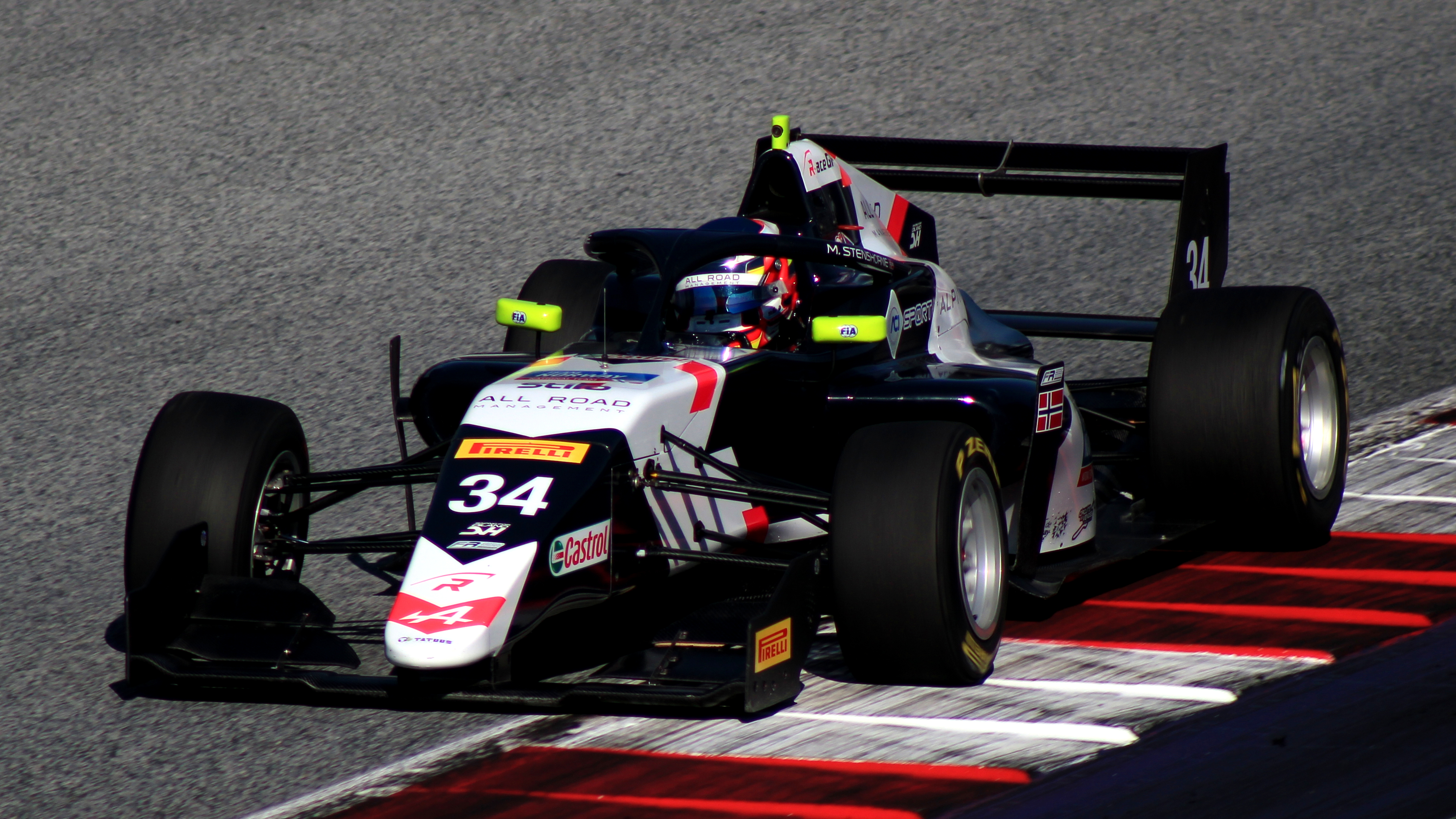
Stenshorne na Fórmula Regional Europeia, em 2023

Em 2023, Stenshorne foi um dos grandes destaques da FRECA (Fórmula Regional Europeia) pela equipe R-ace GP. Ele se tornou o primeiro novato a vencer a corrida de abertura em Ímola. Ao todo, ele venceu cinco corridas, acumulou 261 pontos e chegou a liderar parte da temporada, mas foi vice-campeão, ficando atrás apenas do campeão Andrea Kimi Antonelli. Em compensação, o norueguês foi, com sobras, o melhor estreante do ano.

#### FRMEC
Stenshorne disputou as três rodadas finais da Fórmula Regional do Oriente Médio com a R-ace GP, sendo décimo oitavo. Ele retornou à categoria em 2024, para disputar as três primeiras rodadas. Dessa vez, ele conseguiu pódios nas quatro primeiras corridas, se classificando em oitavo lugar.

### Fórmula 3

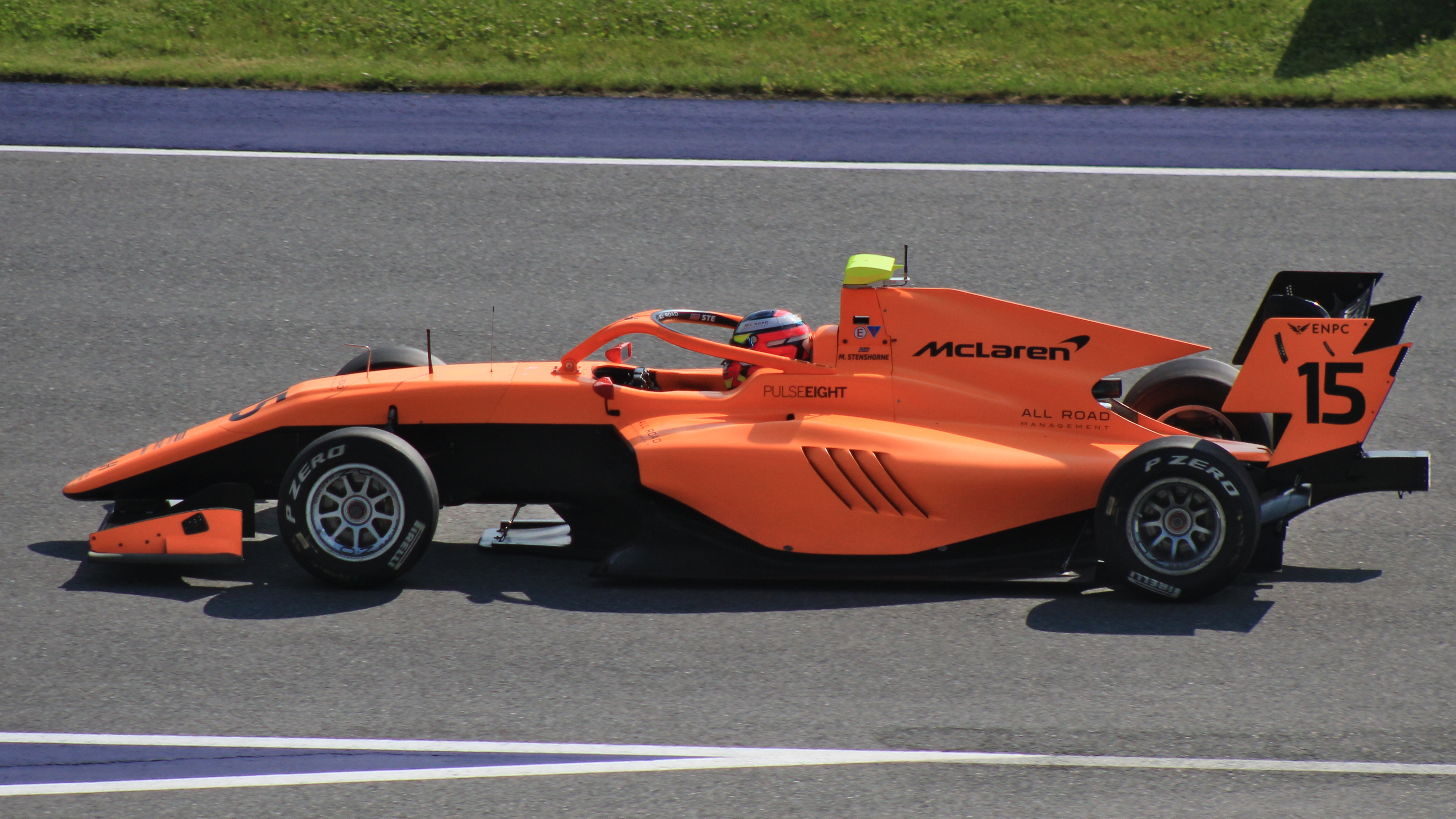
Stenshorne na etapa da F3 do Red Bull Ring em 2024

Stenshorne participou das sessões de testes pós-temporada da Fórmula 3 de 2023 pela equipe Hitech Pulse-Eight, em Jerez, e ele foi o mais rápido durante os treinos da tarde. Antes do final de 2023, a Hitech anunciou Stenshorne como seu piloto para a temporada seguinte, tendo como companheiro os britânicos Luke Browning e Cian Shields. O norueguês pontuou em apenas cinco das dezoito rodadas que disputou, tendo dois pódios, incluindo uma vitória na corrida sprint de Albert Park. Se ausentou da rodada de Silverstone por que a FIA o excluiu por ele ter participado de outro campeonato sem aprovação da FIA, sendo substituído por James Wharton. Stenshorne terminou em décimo oitavo, com 38 pontos, doze posições acima de Shields, que não pontuou, mas bem distante de Browning, o terceiro colocado, que fez mais que o triplo de seus pontos.
Ele permaneceu com a equipe Hitech para sua segunda temporada na Fórmula 3 em 2025. Seus companheiros são Joshua Dufek e Gerrard Xie.

### Fórmula 1
Em maio de 2024, Stenshorne se juntou ao Programa de jovens pilotos da McLaren.

## Resultados

### Resumo da carreira
| Temporada | Categoria                           | Equipe                | Corridas | Vitórias | Poles | V.M.R. | Pódios | Pts. | Pos. |
| --------- | ----------------------------------- | --------------------- | -------- | -------- | ----- | ------ | ------ | ---- | ---- |
| 2022      | Fórmula 4 Emiradense                | 3Y by R-ace GP        | 19       | 0        | 0     | 0      | 1      | 72   | 10º  |
| 2022      | Fórmula 4 Italiana                  | Van Amersfoort Racing | 20       | 0        | 0     | 0      | 2      | 122  | 7º   |
| 2022      | ADAC Fórmula 4                      | Van Amersfoort Racing | 6        | 0        | 0     | 0      | 0      | 0    | NC†  |
| 2022      | Fórmula 4 Espanhola                 | Monlau Motorsport     | 3        | 0        | 0     | 0      | 0      | 22   | 17º  |
| 2023      | Fórmula Regional do Oriente Médio   | R-ace GP              | 9        | 0        | 0     | 0      | 0      | 20   | 18º  |
| 2023      | Fórmula Regional Europeia           | R-ace GP              | 20       | 5        | 3     | 3      | 11     | 261  | 2º   |
| 2023      | Grande Prêmio de Macau de Fórmula 4 | Pinnacle Motorsport   | 2        | 0        | 0     | 0      | 0      | N/A  | DNF  |
| 2024      | Fórmula Regional do Oriente Médio   | R-ace GP              | 9        | 0        | 0     | 1      | 4      | 100  | 8º   |
| 2024      | Fórmula 3                           | Hitech Pulse-Eight    | 18       | 1        | 0     | 1      | 2      | 38   | 18º  |
| 2024      | Campeonato GB3                      | Chris Dittmann Racing | 2        | 0        | 0     | 0      | 0      | 19   | 27º  |
| 2025      | Fórmula 3                           | Hitech TGR            | 2        | 0        | 0     | 1      | 1      | 14*  | 5º*  |

† Piloto convidado, inelegível para pontuar
(*) Temporada em andamento.

### Resultados completos na Formula Regional Europeia
(Legenda) (Corridas em negrito indicam pole position) (Corridas em itálico indicam Volta mais rápida)
| Ano  | Equipe   | 1     | 2     | 3       | 4        | 5     | 6       | 7       | 8        | 9     | 10      | 11      | 12      | 13       | 14       | 15      | 16        | 17      | 18      | 19      | 20      | Pos. | Pts. |
| ---- | -------- | ----- | ----- | ------- | -------- | ----- | ------- | ------- | -------- | ----- | ------- | ------- | ------- | -------- | -------- | ------- | --------- | ------- | ------- | ------- | ------- | ---- | ---- |
| 2023 | R-ace GP | IMO 1 | IMO 2 | CAT 1 7 | CAT 2 12 | HUN 1 | HUN 2 1 | SPA 1 3 | SPA 2 17 | MUG 1 | MUG 2 3 | LEC 1 3 | LEC 2 4 | RBR 1 18 | RBR 2 17 | MNZ 1 3 | MNZ 2 Ret | ZAN 1 4 | ZAN 2 6 | HOC 1 2 | HOC 2 1 | 2º   | 261  |

### Resultados completos na Fórmula 3
(Legenda) (Corridas em negrito indicam pole position) (Corridas em itálico indicam Volta mais rápida)
| Ano  | Equipe             | 1          | 2          | 3         | 4          | 5          | 6          | 7          | 8          | 9         | 10         | 11        | 12         | 13         | 14         | 15         | 16         | 17         | 18          | 19         | 20        | Pos. | Pts. |
| ---- | ------------------ | ---------- | ---------- | --------- | ---------- | ---------- | ---------- | ---------- | ---------- | --------- | ---------- | --------- | ---------- | ---------- | ---------- | ---------- | ---------- | ---------- | ----------- | ---------- | --------- | ---- | ---- |
| 2024 | Hitech Pulse-Eight | BHR SPR 11 | BHR FEA 14 | MEL SPR 1 | MEL FEA 26 | IMO SPR 22 | IMO FEA 14 | MON SPR 16 | MON FEA 26 | CAT SPR 4 | CAT FEA 27 | RBR SPR 2 | RBR FEA 12 | SIL SPR EX | SIL FEA EX | HUN SPR 13 | HUN FEA 13 | SPA SPR 18 | SPA FEA Ret | MNZ SPR 10 | MNZ FEA 5 | 18º  | 38   |
| 2025 | Hitech TGR         | MEL SPR 2  | MEL FEA 8  | BHR SPR   | BHR FEA    | IMO SPR    | IMO FEA    | MON SPR    | MON FEA    | CAT SPR   | CAT FEA    | RBR SPR   | RBR FEA    | SIL SPR    | SIL FEA    | SPA SPR    | SPA FEA    | HUN SPR    | HUN FEA     | MNZ SPR    | MNZ FEA   | 5º*  | 14*  |

(*) Temporada em andamento.